# Heinrich Herglotz
Heinrich Paul Herglotz  (* 23. Juni 1892 in Wien, Österreich-Ungarn; † 12. August 1953 in Wien, Österreich) war ein österreichischer Politiker und Bankmanager.
Herglotz war Direktor der Genossenschaftliche Zentralbank in Wien. Er war in der Provisorischen Staatsregierung Renner 1945 zwischen dem 4. Mai 1945 und dem 20. Dezember 1945 Unterstaatssekretär im Bundeskanzleramt ohne eigenes Ressort.